# Alofi (Wallis en Futuna)
Alofi is een vulkanisch eiland in het Franse overzeese gebied Wallis en Futuna met een oppervlakte van 19 km². Samen met het eiland Futuna, dat slechts 1,7 km ten noordwesten van Alofi ligt, vormt het de Hoornse Eilanden, die zich 230 km ten zuidwesten van Wallis situeren. Samen met een deel van Futuna vormt Alofi het traditionele koninkrijk Alo.

## Geografie
Het hoogste punt van het bijzonder steile en door een koraalrif omringde eiland is de centraal gelegen Kolofau (ook wel Mont Bougainville genoemd), die 417 m boven de zeespiegel uitsteekt. De zuidelijke kaap Afaga is het verst van Parijs gelegen punt van alle Franse overzeese gebieden (de afstand bedraagt 16.252 km). Alofi wordt van Futuna gescheiden door de Chenal Sain; aan de overkant ligt het dorp Vele met de luchthaven van Futuna.
Naast Alofitai zijn er ook nog een handvol namen bekend van dorpen die heden ten dage verlaten zijn, te weten Mua, Sa'avaka en Sologa.

## Demografie
Het eiland telde in 2008 slechts één vaste inwoner, die in het noordwestelijke kustdorpje Alofitai woont. De rest van de huizen van het dorpje wordt alleen tijdelijk bewoond door mensen van het nabijgelegen Futuna. In pre-Europese tijden was het eiland echter net zo dichtbevolkt als Futuna (circa 1900 inwoners). Naast de plaatselijke bewoners cultiveren ook sommige Futunezen het eiland; zij komen minstens elke zondag op hun akkers en tuinen werken. Vooral de tabaksteelt is populair bij de eilanders van Futuna, die dan telkens een weekvoorraadje tabak naar huis meenemen.

## Vervoer
Alofi heeft geen luchthaven en is dus enkel per boot te bereiken. Vanop de luchthaven van Futuna voert de Nieuw-Caledonische luchtvaartmaatschappij Aircalin normaliter lijnvluchten uit naar Wallis, dat op zijn beurt is verbonden met Fiji en Nieuw-Caledonië.